# Редакай
„Редакай“ (на английски: Redakai) е френско-канадски анимационен сериал на продуцентските компании Marathon Media и Spin Master. Премиерите му са по канадския YTV канал на 9 юли 2011 г. и една седмица по-късно в САЩ (на 16 юли 2011) по Cartoon Network. Във Франция анимацията дебютира на 22 октомври 2011 г. по каналите Gulli и Canal J. Продължава излъчване в Обединеното кралство по канала CiTV, а след това по света. Името на сезон първи е „Да покориш Кайру“ (на английски: Conquer The Kairu), а на втори „Сянката на Лоукар“ (на английски: Lokar's Shadow).

## Сюжет
Внимание:  Текстът по-долу разкрива сюжета на произведението (или части от него)!
Анимационният сериал се Фокусира върху трима 15-годишни тийнейджъри на име Кай, Мая и Буумър. В епизодите на сериала се разказва как този екип, на име „Стакс“, събират източници на енергия от цялата Земя, паднали от извънземни. Те събират тази енергия и се опитват да победят злодея Лоукар и неговите екипи, защото използват извънземната енергия за злини. Справят се с напътствията от учителя си Боудай. В сериала за тази енергия се борят четири отбора.

## Отбори
- отбор „Стакс“ – Кай, Мая и Буумър.
- отбор „Радикор“ – Зейн, Саир и Текрис.
- отбор „Импириъз“ – Коз, принцеса Диара и Тийни.
- отбор „Батакор“ – Зейлъс, Райнъх и Баш.

## Герои
- Кай Стакс от отбор „Стакс“ – лидерът на отбора и наследникът на дарбата Кайру от баща си, Конър. След като той показва способностите си пред родителите си бива изпратен от баща си да тренира дарбата си при мъдрия учител Боудай. Неговата съдба е да защити Кайру от злия Лоукар.
- Мая от отбор „Стакс“ – интелигентната и талантлива участничка в отбора. Тя е единственото момиче член на отбор „Стакс“ и е гласът на разума в отбора. Мая също има специална дарба – когато има Кайру енергия наблизо около нея тя я усеща. Този неин талант е в много голяма полза на отбора. Понякога проявява неконтролируемата си способност за гледане в бъдещето.
- Буумър от отбор „Стакс“ – 2-рото момче в отбора. Създаден за битки и посветен на отбора си, Буумър е силната ръка на отбор „Стакс“. Също така той притежава едно много полезно нещо за отбора – чувство за хумор.

## Епизоди
Вижте: Списък с епизоди на Редакай.

## „Редакай“ в България
„Редакай“ се излъчва в България премиерно през 2011 г. с повторения по Cartoon Network. Веднага след свършването на премиерите започват повторения. От 1 септември 2012 г. всяка събота и неделя започват премиери на нови епизоди от 11:35 с повторения през делничните дни. От 31 март 2013 г. всяка събота и неделя започва излъчване на нови епизоди от 11:40.